# Пробные монеты СССР

Пробная монета 50 копеек 1929 года (известна в единственном экземпляре)

Пробные монеты СССР — серии пробных и экспериментальных монет, в разные годы выпущенных в Советском Союзе.
В СССР чеканилось значительное количество пробных монет. Причины чеканки были, как правило, следующими:
- подготовка к денежной реформе
- эксперименты с вводом новых дизайнов (как ходовых, так и юбилейных выпусков)
- эксперименты с вводом новых металлов

Всего известно несколько десятков пробных монет СССР. Большая часть сохранилась в количестве от 1 до нескольких десятков штук. Исключение представляет собой пробный тираж 1958 года — небольшая часть его попала в оборот в ходе реформы 1961 года и лишь случайно коллекционеры обнаруживали монеты с необычной датой.

## Проблема аутентичности
В настоящее время, в связи с удешевлением чеканки, на сайтах, торгующих монетами, нередко выставляются на торги «аналоги» советских пробных монет либо монеты, выдаваемые за пробные, но никогда не чеканившиеся Московским или Ленинградским монетными дворами. Как правило, такие лжевыпуски не учтены ни в одном из каталогов, выпущенных в СССР, и в целом имеют более грубый дизайн.

## Рубль 1924—1960 гг
- 1921 год: 1 рубль (без указания номинала)
- 1923 год: 1 рубль (с указанием номинала)
- 1924 год: 5 копеек, 1 рубль (алюминий);
- 1925 год: один червонец (медный);
- 1926 год: 1 копейка (бронза), 50 копеек (алюминий) — вероятно, фальсификации[2];
- 1929 год: 10, 50 копеек (сохранились штемпели; по единственному экземпляру монет в 10 и 50 коп.). В начале 2000-х гг. в частной коллекции обнаружился полтинник — единственный известный на сегодня экземпляр пробной чеканки 1929 года. В мае 2011 года на аукционе «Знакъ» он был продан покупателю, сделавшему ставку по телефону, за 10 млн рублей. Это рекордная цена на российскую или советскую монету за последние три года. 10-копеечная монета была продана на аукционе в 2018 г.
- 1931 год: 10 копеек;
- 1933 год: 5, 10, 20 копеек;
- 1936 год: 50 копеек;
- 1937 год: 5 копеек (мельхиор; дизайн как у монет 10, 15, 20 копеек); 20 копеек (алюминий? герб с 11 лентами)
- 1938: 15 копеек (алюминий; герб с 11 лентами)
- 1939 год: 2 и 3 копейки (сталь; номинал без венка, реверс — крупный логотип «СССР» вместо герба);
- 1941 год: 20, 25, 50 (несколько вариантов) копеек; ещё одна попытка смены дизайна; металлы разные (серебро, никель, бронза и др.)
- 1942 год: 2 копейки 1942 года, отчеканенные в количестве 450 штук (на сумму 9 рублей) в Краснокамске Пермской области, куда был эвакуирован Монетный двор, упоминаются в книге А. А. Щелокова «Монеты СССР»[4] и отсутствуют в других изданиях (например, «Монеты страны Советов» А. И. Федорина[5]). Есть мнение, что в 1942 году данные монеты действительно были отчеканены в количестве 450 штук, но штемпелями 1941 года, а Щелоков ошибочно указал эти данные, неправильно истолковав первоисточник[6]. До сих пор нет ни одной подлинной фотографии данной монеты.
- 1947 год:
  - все номиналы в обычном исполнении от 1 до 20 копеек не пошли в оборот, так как число лент на гербе (15) не соответствовало новому гербу (16 лент)
  - пробная серия — все номиналы от 1 до 20 копеек в мельхиоре (с дубовым венком вокруг номинала, повторённого словами); герб с 16 лентами.
  - монеты в новом дизайне И. Дубасова (с Кремлём на заднем плане). Не пущены в оборот в связи с тем, что было принято решение сохранить в обороте старые монеты по их номиналу[7].
- 1947 год: 1 рубль (30 лет советской власти — несколько вариантов);
- 1949 год: 1 рубль (юбилей Сталина — несколько вариантов), 10 рублей;
- 1951 год: 3 копейки (мельхиор), 5 копеек;
- 1953 год: 1, 2, 3, 5 (листья под номиналом, мелкий год); 10, 15, 20, 50 копеек (аверс с номиналом: 1) как монеты 1961 г, но венок дальше отстоит от края; 2) с дубовыми листьями под номиналом; 3) венок с лучами); для всех монет данной серии — два варианта герба (как для монет от 1 до 50 копеек и как для 1 рубля 1961 года)[8]
- 1955 год: 25 копеек;
- 1956 год: 10, 15, 20 и 50 копеек (разные сплавы и металлы), 1, 2, 3 и 5 рублей (разные сплавы и металлы); дизайн всех монет как в 1961 г., однако венок дальше отстоит от края[9]
- 1958 год: 1, 2, 3, 5, 10, 15, 20, 50 копеек, 1, 2 рубля (в разных металлах), 3 рубля (бронза), 5 рублей (медно-никелевый сплав); дизайн всех монет как в 1961 г., однако венок дальше отстоит от края[10][11]. Часть этих монет, кроме 2, 3 и 5 рублей, попала в обращение.
- 1959 год: 10, 15, 20 и 50 копеек (медно-никелевый сплав).

## Рубль 1961—1991 гг
- 1961 год:

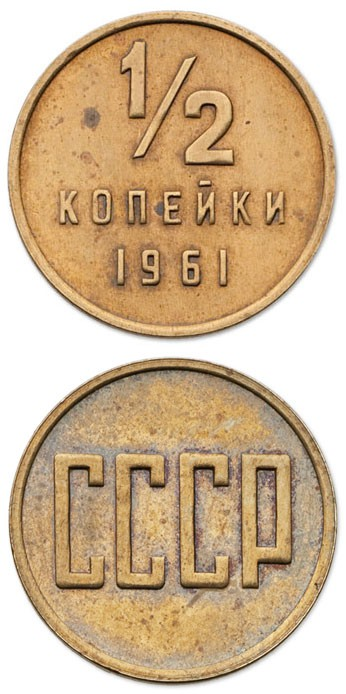
1/2 копейки (вариант с угловатым шрифтом) 1961 г.

  - 1/2 копейки. 2 варианта — с угловатым или закруглённым шрифтом. Разработка проекта связана с обменом цен в пропорции 10:1. После изготовления «пробников» стало ясно, что массовый выпуск полукопеек будет слишком затратным. В результате цены на товары и услуги первой необходимости округлили в меньшую сторону, а на товары повседневного спроса — в большую. По словам эксперта фирмы «Монеты и медали» Андрея Федорина, пробных полукопеек 1961 года сохранилось не более 10 штук. Два экземпляра чуть разного дизайна и величины были проданы этим аукционным домом по 550 000 рублей каждый);
  - 10, 15, 20 копеек: с датой как на монетах малого номинала или с венком, удалённым от края, как в пробной серии 1958 года. Именно пробная, а не вошедшая в обращение монета 20 копеек, была опубликована в официальном сообщении о выпуске новых монет[12]
- 1962 год: 50 копеек, 1 рубль[12]. несколько пробных вариантов рубля с портретом Ленина к будущей годовщине Октябрьской революции.
- 1967 год: была изготовлена серия пробных юбилейных монет «50 лет Советской власти»[13], состоящая из монет номиналом 10, 15, 20, 50 копеек (по два варианта исполнения, 15 копеек — три варианта). Все монеты из медно-никелевого сплава[14][15]. Ряд дизайнов был в конечном счёте использован для утверждённых монет, однако с другим номиналом (так, изображение крейсера «Аврора» первоначально планировалось для монеты 15 копеек, утверждено для монеты 20 копеек).
- 1981 г. — золотая монета 200 р. «Крайний Север СССР», известно несколько экземпляров.
- 1987 год: 1, 2, 3, 5 копеек (дизайн не изменился, но испытывался более дешёвый металл — железо, покрытое медно-цинковым сплавом)[16]
- 1990 год: 5 копеек (биметалл, дизайн традиционный)[17]
- 1992 год:
  - 1, 5, 10, 20 копеек — лицевая сторона как у вошедшей в оборот монеты 50 копеек, оборотная — текст «Государственный банк» вдоль края и монограмма «СССР» в центре. Все изготовлены на ЛМД. Не вошли в оборот из-за инфляции[17].
  - 1, 5 копеек — лицевая сторона как у предыдущей серии, оборотная — с двуглавым орлом (как у монет России 1992 года, вошедших в оборот). Все изготовлены на ММД. Не утверждены из-за инфляции[17].

Все без исключения пробные монеты СССР являются нумизматическими раритетами и цена на них очень высока.